# جذيمة
جُذَيَمَة (الاسم العلمي: Truncatella)، جنس حيوانات برية (قواقع أرضية) صغيرة جدًا من الرخويات بطنيات القدم وفصيلة الجذيميات. تعيش هذه القواقع الصغيرة والدقيقة على اليابسة بالقرب من مياه البحر.
وجذيمة هو الجنس النمطي لفصيلة الجذيميات.